# Kabaceviz, Çarşamba
Kabaceviz là một xã thuộc huyện Çarşamba, tỉnh Samsun, Thổ Nhĩ Kỳ. Dân số thời điểm năm 2010 là 1.028 người.